# Glasvegas
Glasvegas är ett skotskt band från Dalmarnock i östra Glasgow. Bandet består av James Allan (sång, kompgitarr), Rab Allan (sologitarr, bakgrundssångare) och Paul Donoghue (basgitarr, bakgrundssångare). Sedan bildandet 2000 har de släppt fem singlar och 2008 kom den självbetitlade albumdebuten, Glasvegas.
2011 släppte bandet sitt andra album Euphoric /// Heartbreak \\\ som spelades in på en strandtomt i Santa Monica. Albumet nådde 10:e plats på albumlistan i UK och blev 1:a i Sverige. Albumet fick bra recensioner men blev inte lika framgångsrikt försäljningsmässigt som debuten, och efter detta slutade samarbetet med skivbolaget Sony.
I juni 2013 meddelade bandet att de för andra gången i sin karriär skrivit kontrakt med ett majorbolag, denna gång med ett av världens största musikbolag BMG. Bandet släppte sitt tredje album Later...When The TV Turns To Static i september 2013.

## Historia

### Bildandet och de första åren (2003–2007)
Bandet startades sommaren 2003 av kusinerna James Allan och Rab Allan tillsammans med Paul Donoghue och Ryan Ross på trummor. Namnet Glasvegas var ingen medveten sammanslagning av Glasgow (där de är från) och Las Vegas (världen underhållningshuvudstad) utan namnet föll helt enkelt sig väldigt bra på tungan, enligt bandet.
Efter att ha spelat ett flertal gig runt om i Skottland, sökte en av deras vänner upp Alan McGee på Death Disco och tipsade honom om bandet. Först visade McGee inget speciellt intresse för gruppen, men vännen fortsatte tjata på honom, och efter att verkligen ha lyssnat noga på musiken beslöt han sig för att skriva kontrakt med dem. 30 oktober 2006 släppte de sin första, självbetalda singel, ”Go Square Go!”. När den andra singeln, ”Daddy's Gone”, släppts i november 2007, påbörjades ett budkrig mellan ett flertal stora skivbolag. Alla exemplar av ”Daddy's Gone” sålde slut och av NME röstades den fram till 2007 års näst bästa singel.

### Skivkontrakt ochGlasvegas(2008)
Efter att deras tredje singel, ”It's My Own Cheating Heart That Makes Me Cry”, släppts den 14 februari 2008, skrev gruppen kontrakt med Columbia. Två veckor senare vann de Philip Hall Radar Award på NME Awards. Glasvegas spelade in sitt självbetitlade debutalbum i Brooklyn Recording Studios i New York, det producerades av James Allan och Rich Costey. Albumet släpptes i Storbritannien den 8 september 2008, och innehåller bland annat nyinspelningar av ”Daddy's Gone” och ”It's My Own Cheating Heart That Makes Me Cry”, samt tidigare outgivna sånger som ”Polmont On My Mind”, ”Lonesome Swan”, ”S.A.D. Lite” och ”Geraldine”; den sistnämnda var albumets debutsingel.

### Jul-EP, andra och tredje albumet (2008-2013)
Efter det första albumet släppte bandet jul-EP:n A Snowflake Fell (And It Felt Like A Kiss), den 1 december 2008, som delvis spelades in i Transsylvanien i Rumänien.
Den 4 april 2011 släppte bandet sitt tredje album Euphoric /// Heartbreak \\\ som spelades in i Santa Monica. Albumet nådde förstaplatsen på den svenska listan och som bäst tionde på den brittiska.
Den 24 november 2012 gick bandet ut med att de ska släppa sitt tredje album Later... When The TV Turns To Static i september 2013. I mars 2013 släppte de singeln "I'd Rather Be Dead (Than Be With You)".

## Glasvegas i Sverige
Glasvegas har spelat en så kallad showcase-spelning i Stockholm, och 7 mars 2009 spelade de på Storan i Göteborg. Albumet fick övervägande bra betyg; det fick högsta betyg av bland annat GP, Metro och SvD. 2009 var Glasvegas nominerade till tre Rockbjörnar i kategorierna ”årets utländska band” och ”årets utländska album” och årets låt. 
Glasvegas andra fullängdare, "Euphoric /// Heartbreak \\\, sålde så dåligt i Storbritannien att bandet blev dumpade av sitt skivbolag, men i Sverige blev den listetta.
Glasvegas spelade på Way Out West-festivalen i Göteborg den 14-15 augusti 2009. Glasvegas sålde slut en headline-spelning på Globen i maj 2011, samt spelade på Where the Action Is i Göteborg i juni 2011.
14 december 2010 gick bandet ut med att Jonna Löfgren från Boden blir ny trummis. Jonna slutade i Glasvegas i Juni 2020 då hon inte hann med att spela med bandet.
Under 2012 gjorde bandet 4 spelningar i Sverige:
- 27 mars – Malmö, KB
- 28 mars – Stockholm, Fotografiska
- 29 mars – Uppsala, V-Dala Nation
- 31 mars – Umeå, Umeå Open

## Bandmedlemmar
Nuvarande bandmedlemmar
- James Allan – sång (2003–)
- Rab Allan – gitarr (2003–)
- Paul Donoghue – elbas (2003–)

Tidigare bandmedlemmar
- Caroline McKay – trummor (2005–2010)
- Ryan Ross – trummor (2003–2004)
- Jonna Löfgren – trummor (2010–2020)

## Diskografi

### Studioalbum
- Glasvegas (2008) UK #2[9]
- A Snowflake Fell (And It Felt Like A Kiss) (2008)
- Euphoric Heartbreak (2011)
- Later... When The TV Turns To Static (2013)
- Godspeed  (2021)

### Singlar
| År   | Titel                                          | Listplacering | Listplacering | Album     |
| År   | Titel                                          | UK            | SCO           | Album     |
| ---- | ---------------------------------------------- | ------------- | ------------- | --------- |
| 2006 | ”Go Square Go!”                                | —             | —             | Glasvegas |
| 2007 | "Daddy's Gone"                                 | —             | —             | Glasvegas |
| 2008 | ”It's My Own Cheating Heart That Makes Me Cry” | —             | —             | Glasvegas |
| 2008 | ”Geraldine”                                    | 16            | 1             | Glasvegas |
| 2008 | ”Daddy's Gone”                                 | 12            | 2             | Glasvegas |